# Sinagoga de Colonia
La Sinagoga de Colonia se encuentra en la Roonstraße de esta ciudad alemana. Es el centro de la vida cultural y religiosa judía en Colonia. Alcanzó relevancia mundial cuando fue visitada por el papa Benedicto XVI en agosto de 2005. Fue la primera sinagoga en Alemania visitada por un Papa. La Sinagoga se presenta como edificio que alberga a la más antigua comunidad judía al norte de los Alpes, mencionada en el año 321 en un decreto del Emperador Constantino.

## Datos históricos
La sinagoga en la Roonstrasse vino a sustituir a la que se construyó en 1861, en estilo morisco, en la Glockengasse. Los arquitectos Emil Schreiterer y Bernhard Below edificaron la nueva sinagoga entre 1895 y 1899 en estilo neorrománico. La primera piedra se colocó el 23 de octubre de 1895; la inauguración tuvo lugar el 22 de marzo de 1899. El 9 de noviembre de 1938, los nazis destruyeron las siete sinagogas existentes en Colonia. La de la Roonstrasse fue devastada. Se calcula que, durante el Holocausto, los nazis asesinaron a unos 11.000 judíos en la ciudad. También en la II Guerra Mundial, la sinagoga fue dañada por los bombardeos. Tras la guerra, Konrad Adenauer apoyó la reconstrucción de la sinagoga, lo que se hizo respetando en su mayor parte la arquitectura anterior; la obra fue realizada siguiendo los planos del arquitecto Helmut Goldschmidt. Tras dos años de obras, se pudo inaugurar el 20 de septiembre de 1959. En aquellos momentos quedaban en la ciudad tan sólo unos 50 judíos supervivientes. Hoy en día, la comunidad judía local cuenta con más de 5.000 miembros.
En el incendio de 1938, el sacerdote católico Gustav Meinertz pudo salvar la torá de la sinagoga. Tras años de ser expuesta en una vitrina, ha sido restaurada con el impulso del Cardenal Joachim Meisner y financiación de la Diócesis de Colonia y desde el 9 de noviembre de 2007 se vuelve a utilizar en la liturgia. Sólo hace pocos años se descubrieron en Israel técnicas nuevas que permitían restaurar el documento, pero el coste estimado, de entre 10.000 y 12.000 euros, superaba las posibilidades de la sinagoga. Es por ello que el Cardenal Meisner, al enterarse de las dificultades, decidió asumir ese gasto.